# Canottaggio ai Giochi della IX Olimpiade - Due senza maschile
La competizione del due senza maschile dei Giochi della IX Olimpiade si è svolta dal 2 al 10 agosto 1928 a Sloten, Amsterdam.

## Risultati

### 1 turno
Si disputò il 2 agosto i vincitori al secondo turno, i perdenti ai recuperi.
| Pos. | Nazione  | Atleti                       | Tempo  |
| ---- | -------- | ---------------------------- | ------ |
| 1    | Germania | Bruno Müller, Kurt Moeschter | 8'14"2 |
| 2    | Francia  | André Pactat, Robert Guelpa  | 8'31"0 |

| Pos. | Nazione     | Atleti                                           | Tempo  |
| ---- | ----------- | ------------------------------------------------ | ------ |
| 1    | Stati Uniti | Paul McDowell, John Schmitt                      | 8'06"4 |
| 2    | Belgio      | Philippe Van Volckxsom, Carlos Van den Driessche | 8'15"0 |

| Pos. | Nazione       | Atleti                         | Tempo  |
| ---- | ------------- | ------------------------------ | ------ |
| 1    | Gran Bretagna | Terence O'Brien, Robert Nisbet | 7'56"2 |
| 2    | Svizzera      | Alois Reinhard, Willy Müller   | 7'58"4 |

| Pos. | Nazione     | Atleti                              | Tempo  |
| ---- | ----------- | ----------------------------------- | ------ |
| 1    | Italia      | Romeo Sisti, Nino Bolzoni           | 8'12"2 |
| 2    | Paesi Bassi | Carel van Wankum, Hein van Suylekom | 8'30"0 |

### Recuperi 1 turno
Si disputarono il 4 agosto i vincitori al secondo turno.
| Pos. | Nazione  | Atleti                       | Tempo  |
| ---- | -------- | ---------------------------- | ------ |
| 1    | Svizzera | Alois Reinhard, Willy Müller | 8'17"8 |
| 2    | Francia  | André Pactat, Robert Guelpa  | 9'01"8 |

| Pos. | Nazione     | Atleti                                           | Tempo  |
| ---- | ----------- | ------------------------------------------------ | ------ |
| 1    | Paesi Bassi | Carel van Wankum, Hein van Suylekom              | 8'18"4 |
| 2    | Belgio      | Philippe Van Volckxsom, Carlos Van den Driessche | 8'36"4 |

### 2 turno
Si disputò il 6 agosto i vincitori alle semifinale, i perdenti che non hanno disputato il precedente recupero ai recuperi.
| Pos. | Nazione  | Atleti                       | Tempo  |
| ---- | -------- | ---------------------------- | ------ |
| 1    | Italia   | Romeo Sisti, Nino Bolzoni    | 7'21"4 |
| 2    | Svizzera | Alois Reinhard, Willy Müller | 7'29"2 |

| Pos. | Nazione       | Atleti                         | Tempo  |
| ---- | ------------- | ------------------------------ | ------ |
| 1    | Stati Uniti   | Paul McDowell, John Schmitt    | 7'12"0 |
| 2    | Gran Bretagna | Terence O'Brien, Robert Nisbet | 7'14"2 |

| Pos. | Nazione     | Atleti                              | Tempo  |
| ---- | ----------- | ----------------------------------- | ------ |
| 1    | Germania    | Bruno Müller, Kurt Moeschter        | 7'19"4 |
| 2    | Paesi Bassi | Carel van Wankum, Hein van Suylekom | 7'30"2 |

La Gran Bretagna unica ammessa ai recuperi 2 turno, passa alle semifinali.

### Semifinali
Si disputarono l'8 agosto.
| Pos. | Nazione     | Atleti                       | Tempo  |
| ---- | ----------- | ---------------------------- | ------ |
| 1    | Germania    | Bruno Müller, Kurt Moeschter | 7'08"2 |
| 2    | Stati Uniti | Paul McDowell, John Schmitt  | 7'15"6 |

| Pos. | Nazione       | Atleti                         | Tempo  |
| ---- | ------------- | ------------------------------ | ------ |
| 1    | Gran Bretagna | Terence O'Brien, Robert Nisbet | 7'08"6 |
| 2    | Italia        | Romeo Sisti, Nino Bolzoni      | 7'16"8 |

### Finale 3 posto
Si disputò il 10 agosto.
| Pos.    | Nazione     | Atleti                      | Tempo |
| ------- | ----------- | --------------------------- | ----- |
| Argento | Stati Uniti | Paul McDowell, John Schmitt | ND    |
| 4       | Italia      | Romeo Sisti, Nino Bolzoni   | ND    |

### Finale 1 posto
Si disputò il 10 agosto.
| Pos.    | Nazione       | Atleti                         | Tempo  |
| ------- | ------------- | ------------------------------ | ------ |
| Oro     | Germania      | Bruno Müller, Kurt Moeschter   | 7'06"4 |
| Argento | Gran Bretagna | Terence O'Brien, Robert Nisbet | 7'08"8 |